# Zlatoustovsk
Zlatoustovsk è una cittadina della Russia estremo-orientale, situata nella oblast' dell'Amur. Dipende amministrativamente dal rajon Selemdžinskij.
Sorge nella parte orientale della oblast', lungo il corso del fiume Charga (affluente della Selemdža), 561 chilometri a nordest di Svobodnyj.